# Vogel Evelin
Vogel Evelin Vanda (1989. december 15. –) magyar belsőépítész, üzletasszony. Magyar Péter politikus volt barátnője. Korábban részt vett a Tisztelet és Szabadság Párt kezdeti szervezésében.

## Tanulmánya, munkái és vállalkozások
A felsőfokú tanulmányait a Budapesti Corvinus Egyetemen folytatta. 2008-2013 között alapképzés keretében üzleti igazgatási szakon végzett, majd a mesterszintű képzést (MSc) 2014-2016 között végezte menedzsment és vezetés szakirányon . A munkatapasztalatai szerint 2013-ban néhány hónapot dolgozott a Honvédelmi Minisztériumban asszisztensi, majd ezt követően a NISZ Nemzeti Infokommunikációs Szolgáltató Zrt.-nél kereskedelmi szakértő munkakörben. 
Vogel korábban három cégben is tulajdonos volt. 2012-ben tulajdonosa volt a New Target Trade Export Kft.-nek, később 2014-2021 között a formatervezéssel foglalkozó  Remion Design Kft-ben volt benne. 2023-ban a két testvére mellett a Cosy Living Kft.-ben volt, amelyből 2024-ben kilépett. Az utóbbi vállalkozás egy építőipari projektcég, amely lakások és irodák berendezését, belsőépítészeti kialakítását végezte. A cégek jellemzően kisméretű vállalkozások voltak. Vogel a reklámszakmában, továbbá enteriőrfotózásban és tervezésben is jártas.
A LinkedIn üzleti közösségi hálózaton szereplő adatai szerint 2021-től az Aston Media Studio nevű cégben kereskedelmi munkatárs.  Azonban kiderült, hogy ez a cég nem létezik, ezzel kapcsolatban az alábbiakat nyilatkozta: „A LinkedInemet nem használom, már nem is nagyon tudok hozzáférni, így frissíteni sem. Azt a céget a volt párommal közösen terveztük beindítani. Volt is néhány megbízásunk, de még korábbi cégekkel. A közös projektünk végül sajnos leállt, nem vittük végig, így bejegyezve sincs ilyen nevű cég.”
2025. tavaszán alapították meg a Larcane Art Bar Kft.-t, amelyben Vogel Evelin ügyvezető és tag. Az üzlettársa, a cég másik tulajdonosa az ukrán származású Vorobjova Arina.

## Magánélete
Édesapja Vogel Zsolt vízipólós, illetve két testvére Vogel Simon és Vogel Soma is sikeres vízilabdások. Korábbi kapcsolatából van egy fia, aki 2024-ben 9 éves volt.
Édesanyja, Sájer Mária Judit, aki 2024-ben Magyar Péter több rendezvényén is feltűnt a szervezők közt. A Metropol információi szerint ő kezelte a pénzügyeket, számlákat és a színpadi technikát. Egyébként semmilyen pozícióval nem rendelkezett a Tisza Pártban. Sájer Mária ezt megelőzőn börtönbüntetését töltötte egy bűnszervezetben, több milliárd forint értékre elkövetett csalássorozatot végett, amelyben befektetési ígéretekkel 1200 embert károsítottak meg. Olyan adatok is napvilágra kerültek, hogy Vogel Evelin édesanyja volt az, aki Magyar Péter figyelmébe ajánlotta az akkor már bejegyzett Tisza Pártot.

## A Tisza Párt és Magyar Péterrel való kapcsolata
2024-ben Vogel és Magyar már több mint tíz éve ismerték egymást. Magyar Péter 2023 tavaszán posztolt először közös fotót Vogel Evelinnel. A nagy nyilvánosság előtt 2024. márciusában jelent meg Magyar Péter a barátnőjével. A „Schadl–Völner-ügy” néven elhíresült eljárásban Magyar Péter a Fővárosi Nyomozó Ügyészségen 2024. március 20-án tanúként került meghallgatásra, ekkor együtt, egy párként kezén fogva érkeztek az ügyészségre. Vogel állítása szerint a szerelmük meseszerű volt, rajongott Péterért.

### Szakítás, az Indexnek adott interjú
A kapcsolatukban néhány hónapot követően gyökeres változás következett be. 2024. júniusban Magyar Péter egy fotót tett közzé, amin a Balaton mellett egyedül volt látható. A képhez az Instagram oldalán azt írta, hogy „Valaminek a vége, valaminek a kezdete”. Az első hírek arról szóltak, hogy a kampány kikezdte a románcukat, eltávolodtak egymástól, amit Evelin megszenvedett, illetve hogy a kapcsolatuk a politikai harcokat nem „élte túl” 
2024. szeptemberében Vogel Evelin exkluzív interjút adott az Indexnek. Ebben kifejtette, hogy stresszes időszakon volt túl, több vita volt köztük és volt olyan hangoskodó vita is, amely során már fenyegetésben érezte magát. A kapcsolatuk egyre jobban megromlott. Elmondta, hogy az európai parlamenti választás előtt volt egy beszélgetésük, aminek szakítás lett a vége. Elmondása szerint számára az volt egy utolsó csepp a pohárban, amikor a volt párja kijelentette, hogy a pozíciójában bármelyik nőt megkaphatja.
Vogel Evelin aktívan részt vett a Tisza Párt szervezésében, működésében, elmondása szerint nagyon sok munkát tett bele. Az Indexnek adott interjúban arról beszélt, hogy „Magyar Péter nem az, akinek látszik”. Állítása szerint azután döntötte el, hogy „megmutatja Magyar Péter igazi arcát”, miután Magyar a szakításuk után megvádolta, hogy a Fidesznek kémkedett, majd állítólag megfenyegette, hogy börtönbe juttatja.  Magyar egyébként megkérte a kezét, de ő nemet mondott, mert úgy érezte, nem tartott még azon a szinten a kapcsolatuk.

### A nyilvánosságra került hangfelvételek
A kapcsolatuk felbontását követően a nyilvánosságra kerültek azon hangfelvételek, amelyeket korábban Vogel Evelin rögzített Magyar Péterrel kapcsolatban. Az első hangfelvételt november 11-én küldték el a sajtónak. Ebben Magyar a június 8-i Hősök terére szervezett tüntetésen büdös emberekről és a nyugdíjaskommandóról beszélt Vogelnek. Volt olyan felvétel is, amelyen Magyar Péter agyhalottnak és tehetségtelennek nevezi a Tisza Párt EP-képviselőit. Magyar Péter 2024. novemberében úgy nyilatkozott, hogy szerinte Vogel Evelin júniusban már biztosan titkosszolgálati módszerekkel lehallgatta. Magyar szerint június 8-án Vogel Evelin nyakláncának medáljába lehallgatókészülék volt építve, de ettől függetlenül a felvételeket összevissza vágták, manipulálták, majd azokat tették közzé.
A második felvétel hanganyaga szerint Vogel 30 millió forintot kért azért, hogy balhé nélkül távozzon a Tisza pártból. Ezen beszélgetés a párt pénzügyese, Hanzel Henrik és Vogel Evelin között zajlott. Hanzel ajánlatot tett Vogelnek, hogy havi 500 ezer forintos juttatást biztosítanak a részére. A hangfelvételek nyilvánosságra kerülése arra enged következtetni, hogy nem tudtak megegyezni. A szerkesztőség részére egy titkosított email szolgáltatón keresztül küldték meg az újabb hangfelvételt. A híradásban olyan verzió is közzé lett téve, hogy a titokban rögzített, másfél órás hanganyagnak az utolsó 30 percéből nyolc vágással kreáltak egy 3 perc negyven másodperces manipulált beszélgetést. A felvételeket több alkalommal, több részletben küldték el ismeretlen személyek a sajtónak. Magyar Péter nyilatkozatai szerint a hanganyagok egy lejárató kampány részei, amihez szerintük a mesterséges intelligenciát is felhasználták „Rogán Antalék”, Vogel Evelin pedig a Fidesznek dolgozott. Vogel elmondása szerint a munkájáért kérte a pénzt, amire Magyar Péter háromszor is ígéretet tett, de nem a párt pénzét kérte, hanem ahogy nyilatkozott „Péter simán ki tudna fizetni a felhalmozott saját pénzéből, amit a Fidesztől kapott éveken keresztül a semmiért”  Vogel véleménye szerint „szerves része volt a Tisza Párt felépítésének” és alapítóként volt jelen a szervezetben. 
Magyar Péter 2024. novemberében zsarolás kísérlet bűntett elkövetésének gyanúja végett feljelentette a volt barátnőjét. Állítása szerint Vogel 30 millió forintot követelt tőle és párttársaitól azért cserébe, hogy ne hozza nyilvánosságra a politikusról titokban készített hangfelvételeket. A Tisza párt közleménye szerint nem adtak neki pénzt.  A hírek szerint összesen 11 órányi hangfelvétel készült. Magyar Péter eleinte azt mondta, hogy a felvételeken hazugságok vannak, egy idő után viszont már nem kommentálta a felvételeket, „Tónika-show-ként” hivatkozott csak azokra. Elmondása szerint a feljelentés megtételével kapcsolatban azért hezitált az utolsó pillanatig, mert korábban Vogel Evelinnel élettársi viszonyban állt, még a kezét is megkérte, vele képzelte el az életét –, hozzátéve, hogy „nem hagyott más lehetőséget”. Az ügyben 2025. március 19-én a Nemzeti Nyomozó Iroda nyomozói Magyar Péter feljelentőt tanúként hallgatták ki. A Tisza Párt elnöksége Vogel Evelint kizárta a pártból.
A Vogel Evelin féle hanganyagnak a Hanzel Henrikkel történt megbeszélés része arra is utalt, hogy Magyar Péter jelentős összegben fektetett részvényekbe, ezzel kapcsolatban Vogel felvetése az volt, hogy ebből ki tudta volna őt fizetni. Továbbá Vogel szavai szerint Magyar „úgy játszadozik a tőzsdén, hogy olyan belsős információkat kap, amit neki, amit amúgy nem kéne az embernek megkapnia”. Ebből adódóan az MNB egy, az Opus Global Nyrt. részvényügyletre vonatkozóan bennfentes kereskedelem gyanúja miatt vizsgálatot indított, amely eljárásban Vogelt 2025. február 13-án hallgatták meg. Magyar Péter többször is reagált a vádakra és elmondta, a banki kimutatásai bizonyítják, hogy a kérdéses napon nem is vásárolt Opus-részvényeket, hanem csak később. Magyar tagadta a bennfentes kereskedelmet. Az üggyel kapcsolatban az ügyészég is eljárást indított.

### Vogel Evelin lakás kérdése
Magyar Péter 2024. novemberében hozta nyilvánosságra, hogy Vogel Evelin a Vertán György vállalkozó cégéhez tartozó, Budapest, Alkotmány utca 10. szám alatti  lakásban lakik és szerinte Vogel Evelin hangfelvételeket adott át Kubatov Gábornak, amiért cserébe havi ötmillió forintot és egy lakást is biztosítanak számára. Vertán György a 444-nek elismerte, hogy Vogel Evelin valóban az adott lakásában lakik, elmondta, hogy „Vogel Evelin több mint tíz éve a barátom. Ahogy az elmúlt években különböző módon, úgy éppen most is segítem őt. A segítség abból áll, hogy jelenleg egy, a tulajdonomban álló lakásban lakhat átmenetileg, néhány hónapig, míg az egyébként üresen állna. Pénzbeli juttatást viszont tőlem soha nem kapott. A politikai tevékenységéhez és a magánéleti ügyeihez sem a TISZA Párt alakításakor, sem később semmilyen közöm nem volt”  Vogel ezzel kapcsolatban elmondta, hogy Gyuri (Vertán György) a gyereke apjának jó barátja. A szakítását követően nehéz helyzetbe került, több ismerősével is beszélt - köztük Gyurival is, - aki felajánlotta neki használatra a szóban forgó ingatlant.

## Vogel Evelin YouTube-videó
Vogel Evelin több hónapot követően 2025. április 11-én YouTube-videót tett közzé "Tiszántúl avagy öntsünk tiszta vizet a pohárba" címmel. Az állításai szerint az őt ért sok támadást mind egyedül kezelte, nem volt mögötte semmilyen stáb, szervezet vagy párt. Elmondása szerint számos személyt ő vonta be a párt működésébe, régi barátokat is, akik Magyar Péter kérésére, egy vonzó pozíció megszerzése érdekében elfordultak tőle. Vogel szerint vannak értékes kezdeményezések a párton belül, de úgy véli, hogy azok „mindaddig nem fognak megvalósulni, amíg a működés nem valódi emberi értékekre épül” 
Magyar Péter többször párhuzamba állította a volt feleségével és a Vogel Evelinnel készített interjúkat, szerinte a két hölgy előre megírt forgatókönyv szerint járt el. 
Vogel Evelin korábbi nyilatkozatai szerint nem akarta, hogy ez legyen. Azt gondolja, hogy ennél egy sokkal cukibb lélek, mint hogy átláthatta volna azt, hogy mennyire mocskos ez az egész. Kijelentette továbbá, hogy nem akarja tönkretenni sem a Tiszát, sem Magyar Pétert lelkileg.

„
Ő egy érzékeny ember, ráadásul ott van a három fia. A pártban pedig vannak jó emberek, de fejétől bűzlik a hal, és amit Péter képvisel, az nem jó”.
”